# Rosana Pastor
Rosana Pastor Muñoz, née le 7 août 1960, est une actrice et femme politique espagnole membre de Podemos.
Elle est élue députée de la circonscription de Valence lors des élections générales de décembre 2015.

## Biographie

### Profession
Rosana Pastor Muñoz est titulaire d'une licence en art dramatique. Elle est actrice, directrice de théâtre.

### Filmographie
Rosana Pastor a tenu des rôles importants dans des longs métrages, on peut citer:
- 1990 : Les Vies de Loulou
- 1995 : Land and Freedom  : Blanca
- 1997 : Escape (A Further Gesture) de Robert Dornhelm
- 2013 : Juana la Loca : Evira

### Carrière politique
Le 20 décembre 2015, elle est élue députée pour Valence au Congrès des députés et réélue en 2016.